# 霜島甲一
霜島 甲一（しもじま こういち、1933年10月9日 - 2011年7月24日）は、日本の法学者。専門は民事訴訟法・破産法・会社更生法。学位は法学博士。元法政大学教授。兼子一および新堂幸司門下。東京都出身
1956年東京大学法学部卒業。1958年同大学院法学政治学研究科修士課程修了。1963年同同大学院法学政治学研究科博士課程修了。法学博士・論題「裁判効限界論」。1963年法政大学法学部専任講師（破産法・ゼミ担当）。1965年同助教授。1970年同教授。1972年旧司法試験第二次試験考査委員（1973年まで）。1982年旧司法試験第二次試験考査委員。1999年法政大学定年退職。同名誉教授。弁護士登録（第二東京弁護士会所属）。2005年大宮法科大学院大学非常勤講師（会社更生法担当、2007年まで）。

## 著書
- 『教材倒産法 : 破産・会社更生を中心として』（青山善充ほか編）有斐閣, 1972年
- 『弁護士倫理と懲戒手続』（ペテル・アレンス著　福井厚と共訳）ぎょうせい, 1986年
- 『倒産法体系』勁草書房, 1990年
- 『TLL民法 : ソクラテス・メソッドで学ぶ』日本評論社, 1991年
- 『目で見る民事訴訟法教材 : ストーリーに沿って』（栂善夫ほか共編）有斐閣, 1993年初版/2004年第3版